# Callulina laphami
Callulina laphami es una especie de anfibio anuro de la familia Brevicipitidae.

## Distribución geográfica
Esta especie es endémica de Tanzania. Habita entre los 1700 y 2000 m de altitud en las montañas del norte de Pare.

## Descripción
Los machos miden de 22.8 a 29.0 mm y las hembras de 33.5 a 45.4 mm.

## Etimología
Esta especie lleva el nombre en honor a Lewis H. Lapham.

## Publicación original
- Loader, Gower, Ngalason & Menegon, 2010 : Three new species of Callulina (Amphibia: Anura: Brevicipitidae) highlight local endemism and conservation plight of Africa's Eastern Arc forests. Zoological Journal of the Linnean Society, vol. 160, n.º 3, p. 496-514.[3]